# Dilrukshi Ranasinghe
Dilrukshi Ranasinghe (ur. ?) – cejlońska lekkoatletka, tyczkarka.
Złota medalistka mistrzostw kraju.

## Rekordy życiowe
- skok o tyczce – 2,96 (2010) były rekord Sri Lanki